# Ligne 3 du métro de Bakou
Pour les articles homonymes, voir Ligne 3.
La ligne 3 du métro de Bakou est l'une des trois lignes du réseau métropolitain de la ville de Bakou en Azerbaïdjan.

## Histoire
Les travaux de construction commencent en septembre 2009 et le percement du tunnel est lancé en février 2011. La ligne est mise en service avec ses deux premières stations le 19 avril 2016 lors d'une cérémonie d'inauguration en présence du président Ilham Aliev.

## Caractéristiques

### Stations
|  |  |  |   |  | Station       |  | Correspondances |
|  |  |  | - |  | ------------- |  | --------------- |
|  |  |  | • |  | Xocəsən       |  |                 |
|  |  |  | • |  | Avtovağzal    |  |                 |
|  |  |  | • |  | Memar Əcəmi-2 |  | Ligne 2 (verte) |
|  |  |  | • |  | 8 Noyabr      |  |                 |

## Projet
Dans une deuxième phase, la ligne doit être prolongée de deux stations au nord-ouest et surtout après Memar Əcəmi-2, le projet prévoit que la ligne traverse la ville d'ouest en est jusqu'à une nouvelle station Qaraçuxur.